# 1645
1645 (MDCXLV) je bilo navadno leto, ki se je po gregorijanskem koledarju začelo na nedeljo, po 10 dni počasnejšem julijanskem koledarju pa na sredo.

## Dogodki
- 1. januar

## Smrti
- 13. junij - Mijamoto Musaši, japonski samuraj in mecevalec (* 1584)
- 13. julij - Marie de Gournay, francoska pisateljica, esejistka in feministka (* 1565)
- 28. avgust - Hugo Grocius, nizozemski pravnik, pesnik, humanist (* 1583)
- - Takuan Soho, japonski zen budistični menih, estetik in teoretik borilnih veščin (* 1573)